# الأطفال خارجا
الأطفال خارجا (地球外少年少女 Chikyūgai Shōnen Shōjo، حرفيا؛ "Extraterrestrial Children") هو أنمي عمل أصلي ياباني قادم، من تأليف وإخراج ميتسو أيسو وإنتاج سيغنال.إم دي. يتم الاهتمام بتصاميم شخصيات الأنمي من قبل كينيتشي يوشيدا. تمّ الإعلان عن السلسلة في منتديات الوسطى في 20 مايو 2018. يتم تعيين القصة في العام 2045، وفيما يلي مجموعة من الأطفال الذين تقطعت بهم السبل في الفضاء عقب حادث على محطة الفضاء.